# Delhi szultánjainak listája
Delhi India egyik legnagyobb városa. A róla elnevezett közeli megapolisz, Újdelhi a szubkontinensnyi ország fővárosa is. A kora középkorban Delhi volt a Gangesz völgyében fennálló Delhi Szultanátus központja, amelyet az ideérkező Gúridák helytartói, a mamlukok (rabszolgakatonák)  alapítottak. Őket a 16. században a mogulok váltották fel.
| Portré vagy pénzérme                                                           | Uralkodó                                              | Uralkodott                   | Neve átírásban | Megjegyzés                                        |
| ------------------------------------------------------------------------------ | ----------------------------------------------------- | ---------------------------- | -------------- | ------------------------------------------------- |
| Mamluk-dinasztia (1206 – 1290)                                                 |                                                       |                              |                |                                                   |
|                                                                                | Kutb ad-Dín Ajbek † 1210. november eleje              | 1206 – 1210 ???? XI.-e       |                |                                                   |
|                                                                                | Arám † 1211 júniusa                                   | 1210 – 1211 ???? VI.-a       |                | Ajbek fia.                                        |
|                                                                                | Iltutmis † 1236. május 1.                             | 1211 – 1236 ???? V. 1.       |                | Ajbek veje.                                       |
|                                                                                | I. Firúz † 1236. november 20.                         | 1236 ???? XI. 20.            |                | Iltutmis fia. Trónfosztották és megölték.         |
|                                                                                | Razia * 1205 † 1240. október 13.                      | 1236 – 1240 ???? V.-a        |                | Iltutmis leánya. Trónfosztották.                  |
|                                                                                | Bahrám † 1242. május 15.                              | 1240 – 1242 ???? V. 15.      |                | Iltutmis fia.                                     |
|                                                                                | Maszúd † ?                                            | 1242 – 1246 ???? VI. 11.     |                | I. Firúz fia. Trónfosztották.                     |
|                                                                                | Mahmúd † 1266. február 19.                            | 1246 – 1266 ???? II. 19.     |                | Iltutmis fia.                                     |
|                                                                                | Balban * 1200 † 1287                                  | 1266 – 1287 ????             |                | Iltutmis veje.                                    |
|                                                                                | Kejkubád * 1269 † 1290. október 14.                   | 1287 – 1290 ???? X. 14.      |                | Balban unokája.                                   |
|                                                                                | Kajumarsz * 1287 † ?                                  | 1290 ????                    |                | Kejkubád fia. Trónfosztották.                     |
| Hildzsi-dinasztia (1290 – 1320)                                                |                                                       |                              |                |                                                   |
|                                                                                | Duzsalál ud din Firúz * 1220 körül † 1296. július 20. | 1290 – 1296 VI. 13. VII. 20. |                |                                                   |
|                                                                                | Ibrahim Hildzsi                                       | 1296 ???? XI.-e              |                | I. Firúz fia. Trónfosztották.                     |
|                                                                                | Alauddin Hildzsi * 1266/1267 † 1316. január 2.        | 1296 – 1316 ???? I. 2.       |                | II. Firúz unokaöccse.                             |
|                                                                                | Omár † 1316 áprilisa                                  | 1316 ???? IV.-a              |                | I. Mohamed fia.                                   |
|                                                                                | I. Mubarak * 1299 † 1320 júniusa                      | 1316 – 1320 ???? VI.-a       |                | Omár fivére.                                      |
| Kusro-dinasztia (1320)                                                         |                                                       |                              |                |                                                   |
|                                                                                | Kuszro † 1320 októbere                                | 1320 ???? X.-e               |                |                                                   |
| Tuglak-dinasztia (1321 – 1413)                                                 |                                                       |                              |                |                                                   |
|                                                                                | Tuglak † 1325 februárja                               | 1320 – 1325 IX. 8. II.-a     |                |                                                   |
|                                                                                | Muhammad bin Tuglak * 1290 körül † 1351. március 20.  | 1325 – 1351 ???? III. 20.    |                | I. Tuglak fia.                                    |
|                                                                                | Mahmud Tuglak                                         | 1351 III.-a ????             |                |                                                   |
|                                                                                | Firúz Tuglak * 1309 † 1388. szeptember 20.            | 1351 – 1388 ???? IX. 20.     |                | Tuglak unokaöccse.                                |
|                                                                                | II. Tuglak † 1389. március 14.                        | 1388 – 1389 ???? III. 14.    |                | Firúz Tuglak unokája. Trónfosztották és megölték. |
|                                                                                | Abu Bakr                                              | 1389 – 1390 ???? VIII.-a     |                | Firúz Tuglak unokája. Trónfosztották.             |
|                                                                                | III. Mohamed † 1394. január 20.                       | 1390 – 1394 VIII. 31. I. 20. |                | Firúz Tuglak fia                                  |
|                                                                                | I. Szikander † 1394. március 8.                       | 1394 I. 22. III. 8.          |                | III. Mohamed fia.                                 |
|                                                                                | Nuszrat † 1398/1399                                   | 1394 – 1395                  |                | II. Togluk fivére.                                |
|                                                                                | II. Mahmud † 1413 februárja                           | 1395 – 1413 ???? II.-a       |                | I. Szikander fivére.                              |
| Lodi-dinasztia (1413 – 1414)                                                   |                                                       |                              |                |                                                   |
|                                                                                | Daulat                                                | 1413 – 1414                  |                |                                                   |
| Szajjid-dinasztia (1414 – 1451)                                                |                                                       |                              |                |                                                   |
|                                                                                | Khidr † 1421. május 20.                               | 1414 – 1421 V. 28. V. 20.    |                |                                                   |
|                                                                                | II. Mubarak † 1434. február 19.                       | 1421 – 1434 V. 20. II. 19.   |                | Khidr fia. Megölték.                              |
|                                                                                | IV. Mohamed † 1444 vége                               | 1434 – 1444 II. 19. vége     |                | Khidr unokája.                                    |
|                                                                                | Alim † 1478 júliusa                                   | 1444 – 1451 vége IV. 19.     |                | IV. Mohamed fia.                                  |
| Lodi-dinasztia (1451 – 1526)                                                   |                                                       |                              |                |                                                   |
|                                                                                | Bahlul Lodi * 1406/1408 † 1489. július 12.            | 1451 – 1489 IV. 19. VII. 12. |                |                                                   |
|                                                                                | Szikander Lodi * 1457 (?) † 1517. november 21.        | 1489 – 1517 VII. 17. XI. 21. |                | Bahlul fia.                                       |
|                                                                                | Ibrahim Lodi † 1526. április 21.                      | 1517 – 1526 XII. 22. IV. 21. |                | Szikander fia.                                    |
| A Delhi Szultanátust Bábur foglalta el, a terület a Mogul Birodalom része lett |                                                       |                              |                |                                                   |